# Cicadula frontalis
Cicadula frontalis är en insektsart som beskrevs av Herrich-schaeffer 1835. Cicadula frontalis ingår i släktet Cicadula och familjen dvärgstritar. Enligt den finländska rödlistan är arten nationellt utdöd i Finland. Arten är reproducerande i Sverige. Artens livsmiljö är strandängar vid sötvatten. Inga underarter finns listade i Catalogue of Life.